# Stor-Örträsket
Stor-Örträsket är en sjö i Skellefteå kommun i Västerbotten och ingår i Rickleåns huvudavrinningsområde. Sjön har en area på 3,52 kvadratkilometer och ligger 248,8 meter över havet. Sjön avvattnas av vattendraget Tallån (Långträskån).

## Delavrinningsområde
Stor-Örträsket ingår i det delavrinningsområde (716424-170214) som SMHI kallar för Utloppet av Stor-Örträsket. Medelhöjden är 252 meter över havet och ytan är 10,94 kvadratkilometer. Räknas de 5 avrinningsområdena uppströms in blir den ackumulerade arean 37,27 kvadratkilometer. Tallån (Långträskån) som avvattnar avrinningsområdet har biflödesordning 2, vilket innebär att vattnet flödar genom totalt 2 vattendrag innan det når havet efter 84 kilometer. Avrinningsområdet består mestadels av skog (53 procent). Avrinningsområdet har 3,5 kvadratkilometer vattenytor vilket ger det en sjöprocent på 32 procent.